# Сягрів

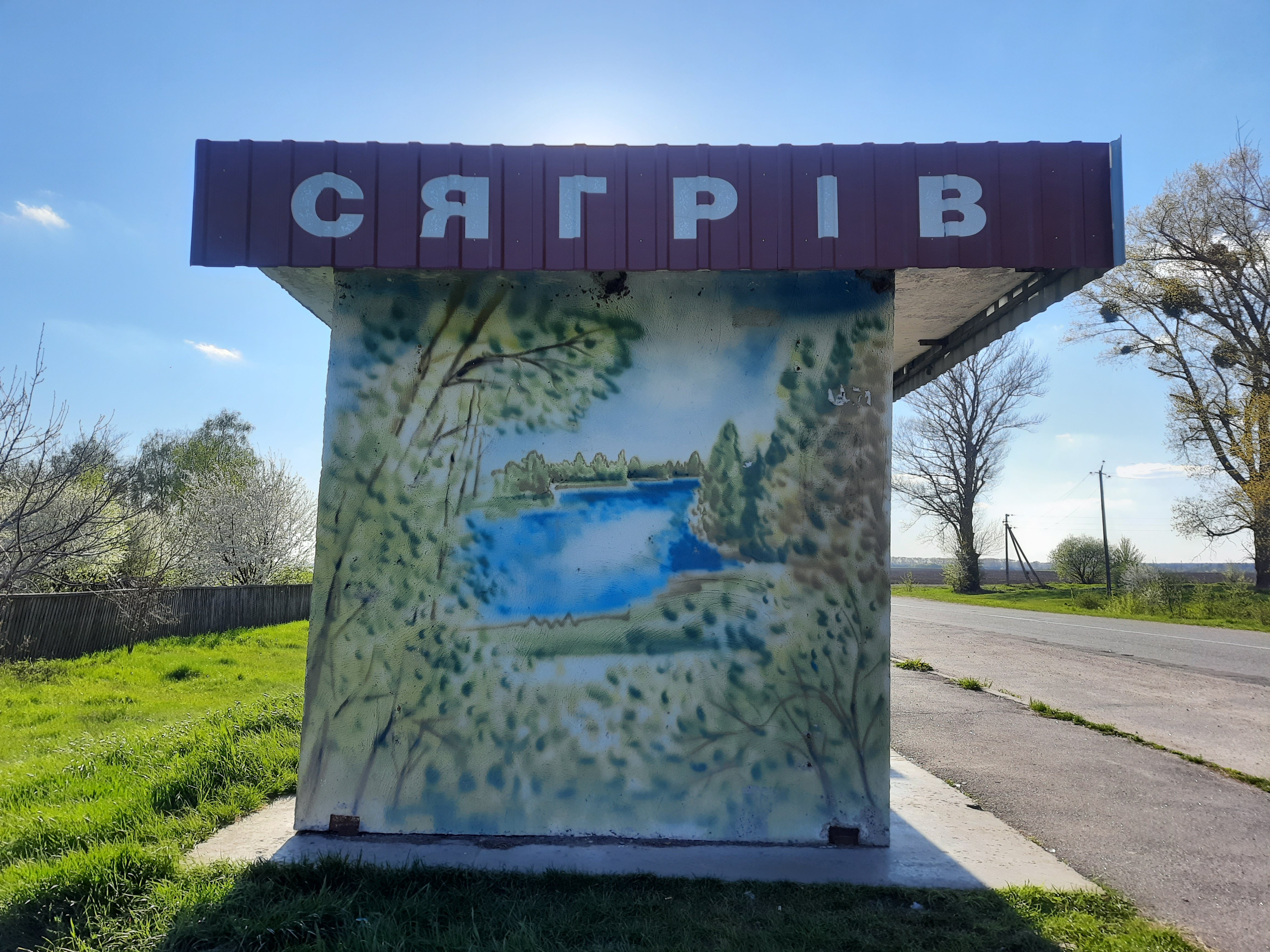
Автобусна зупинка біля села

Сягрі́в — село в Україні, у Полонській міській громаді Шепетівського району Хмельницької області. Населення становить 250 осіб.

## Географія
Селом протікає річка Хоморець.

## Історія
У 1906 році село Хролинської волості Ізяславського повіту Волинської губернії. Відстань від повітового міста 40 верст, від волості 10. Дворів 88, мешканців 472.
7 (20) листопада 1917 року, відповідно до Третього Універсалу Української Центральної Ради, увійшло до складу Української Народної Республіки.
Село постраждало в часі Голодомору 1932—1933 років, за різними даними, померло до 70 чоловік.
12 червня 2020 року, відповідно до розпорядження Кабінету Міністрів України № 727-р «Про визначення адміністративних центрів та затвердження територій територіальних громад Хмельницької області», увійшло до складу Полонської міської територіальної громади.
19 липня 2020 року, в результаті адміністративно-територіальної реформи та ліквідації Полонського району, село увійшло до складу Шепетівського району.

## Населення

### Мова
Розподіл населення за рідною мовою за даними перепису 2001 року:
| Мова       | Кількість | Відсоток |
| ---------- | --------- | -------- |
| українська | 247       | 98.8%    |
| російська  | 1         | 0.4%     |
| білоруська | 1         | 0.4%     |
| румунська  | 1         | 0.4%     |
| Усього     | 250       | 100%     |

## Відомі особистості
В селі народився:
- Рудий Руслан Ігорович — український вояк, учасник російсько-української війни.